# 詹姆斯·勒·梅西耶尔
詹姆斯·古斯塔夫·爱德华·勒·梅西耶尔OBE（1971年5月25日—2019年11月11日），英国人，叙利亚内战志愿民防组织白头盔创办人。此前他曾是英国陆军军官，参与联合国驻前南斯拉夫维和部队。他也是非营利组织紧急救援基金会的主任。2019年，梅西耶尔死于伊斯坦布尔家中。

## 早年
1971年5月25日，梅西耶尔生于新加坡樟宜空军基地，他是本杰明·哈维兰·丘吉尔·勒·梅苏里尔（Benjamin Havilland Churchill Le Mesurier）的儿子，有一个姐姐。演员约翰·勒·梅西耶尔是亲戚。后来就读于英国诺斯霍的预科学校坎德福学校，继而转学到有军方背景的阿尔斯特大学。出于安全考虑，他在亚伯大学结束学习并拿到学位。
1990年9月9日加入皇家绿夹克步兵团，军衔上尉（试用期）。之后，皇家陆军资助他上大学毕业后他进入桑德赫斯特皇家军事学院。之后加入北爱尔兰绿夹克步兵团，1993年6月20日被任命为少尉（试用期）。1993年8月11日升任中尉，1996年8月11日再升上尉，期间负责波斯尼亚和科索沃的情报活动。1999年，他担任前南斯拉夫国际社会高级代表办公室，担任回归和重建特遣队官员。之后，他加入联合国驻前南斯拉夫维和部队。2000年6月1日退伍。
退伍后，梅西耶尔在前南斯拉夫担任联合国科索沃临时行政当局特派团的政策顾问，为期一年。后来于2002年到2004年出任英國外交及聯邦事務部的杰里科行动监控特遣团团长，负责监测六名巴勒斯坦囚犯。后来出任美国驻伊拉克大使馆顾问。
就职于多间私人安保公司，包括由曾任美国总统比尔·克林顿和乔治·W·布什安全、基础设施保护及反恐国家协调员的理查德·A·克拉克创办的良港咨询（Good Harbor Consulting）公司。期间曾训练阿联酋的石油和天然气田保护部队、设计阿布扎比基础设施安保方案，负责2010年也门海湾国家杯安保工作。
梅西耶尔后来加入阿联酋顾问机构分析、研究和知识（Analysis, Research and Knowledge），2013年在英国、美国和日本政府的资助下，与土耳其非政府组织AKUT搜救协会共同训练叙利亚的民间防护组织。

## 白头盔
梅西耶尔创办并担任慈善机构“紧急救援”（Mayday Rescue）主任，负责训练、支持叙利亚志愿者应对紧急状态，包括对受轰炸的建筑物搜救及医疗转移工作。后来，该组织于2013年演变成白头盔（也是叙利亚民防组织的昵称）。到2015年，组织志愿者2700多名。梅西耶尔告诉半岛电视台，到2015年，他们所救助的人数已达到24000名：“那时我在伊斯坦布尔工作......与土耳其一支地震救援志愿者团队共事”。
白头盔接受西方国家政府援助之余，也会透过网站众筹。
2018年《卫报》报道指英国政府同意给予500名从约旦撤离的白头盔志愿者提供政治庇护。政府表示之所以做出该决定，是因为“白头盔在叙利亚冲突期间拯救了11.5万条人命”。
2016年，梅西耶尔在女王生辰授勋中获颁大英帝国勋章，表彰他在“叙利亚民防事业和保护叙利亚平民中所做的贡献”。
《泰晤士报》指梅西耶尔成了“亲阿萨德社会活动人士和俄罗斯外交官多年来进行激烈的黑色政治宣传的对象”。《纽约时报》指白头盔和梅西耶尔是“毫无根据的阴谋论”的目标。
反对西方国家干预叙利亚的个人和团体批评白头盔接受西方国家资助，部分批评者直言梅西耶尔在英国陆军服役的背景丰富，是活跃的英国特工。而反对干预叙利亚并支持阿萨德政权的批评者，包括与俄罗斯英语媒体有关的博客主指白头盔和梅西耶尔打算推动叙利亚政权更迭。
梅西耶尔去世一周前曾在推特，俄罗斯外交部发言人玛丽亚·扎哈罗娃在推特指责梅西耶尔是军情六处特工，与“恐怖组织联系密切”。英国常驻联合国代表凯伦·皮尔斯反驳称指控完全不属实，梅西耶尔不过是个英国的军人，还称他是“真正的英雄”。
2016年，梅西耶尔告诉《新闻周刊》作者珍妮·迪·乔万尼，“如果你愿意去冒险拯救其他人，就要对付那些激进的声音”，“他们（指白头盔）已经成为的善良叙利亚老百姓的代表。”

## 私生活
梅西耶尔有过三段婚姻，前两段离婚收场，其中与第二任妻子育有两个女儿。2018年，他和前英國外交及聯邦事務部外交官和“紧急救援”组织董事艾瑪·溫博格（Emma Winberg）结婚。

## 死亡
2019年11月11日凌晨4点30分，勒·梅西耶尔被发现死于伊斯坦布尔贝伊奥卢家中，似乎是从阳台摔下的，死时头部和脚部有碎片。梅西耶尔的妻子表示，梅西耶尔凌晨4点还吃了安眠药去睡觉。后来《泰晤士报》报道称土耳其警方根据梅西耶尔妻子提供的訊息，以及他最近的医疗记录，将案件列为自杀案处理。法庭、尸檢和監控畫面也沒有異常。2019年11月14日，梅西耶尔的遗体被送回伦敦，同时土耳其的调查仍在继续。

## 个人录语
只要我们能做到，无论何时，就一定要做（Whatever we can, whenever we can, for as long as we can）

## 外部連結
- 詹姆斯·勒·梅西耶尔的X（前Twitter）
- 詹姆斯·勒·梅西耶尔的Facebook專頁